# Schloßmühle Gommern

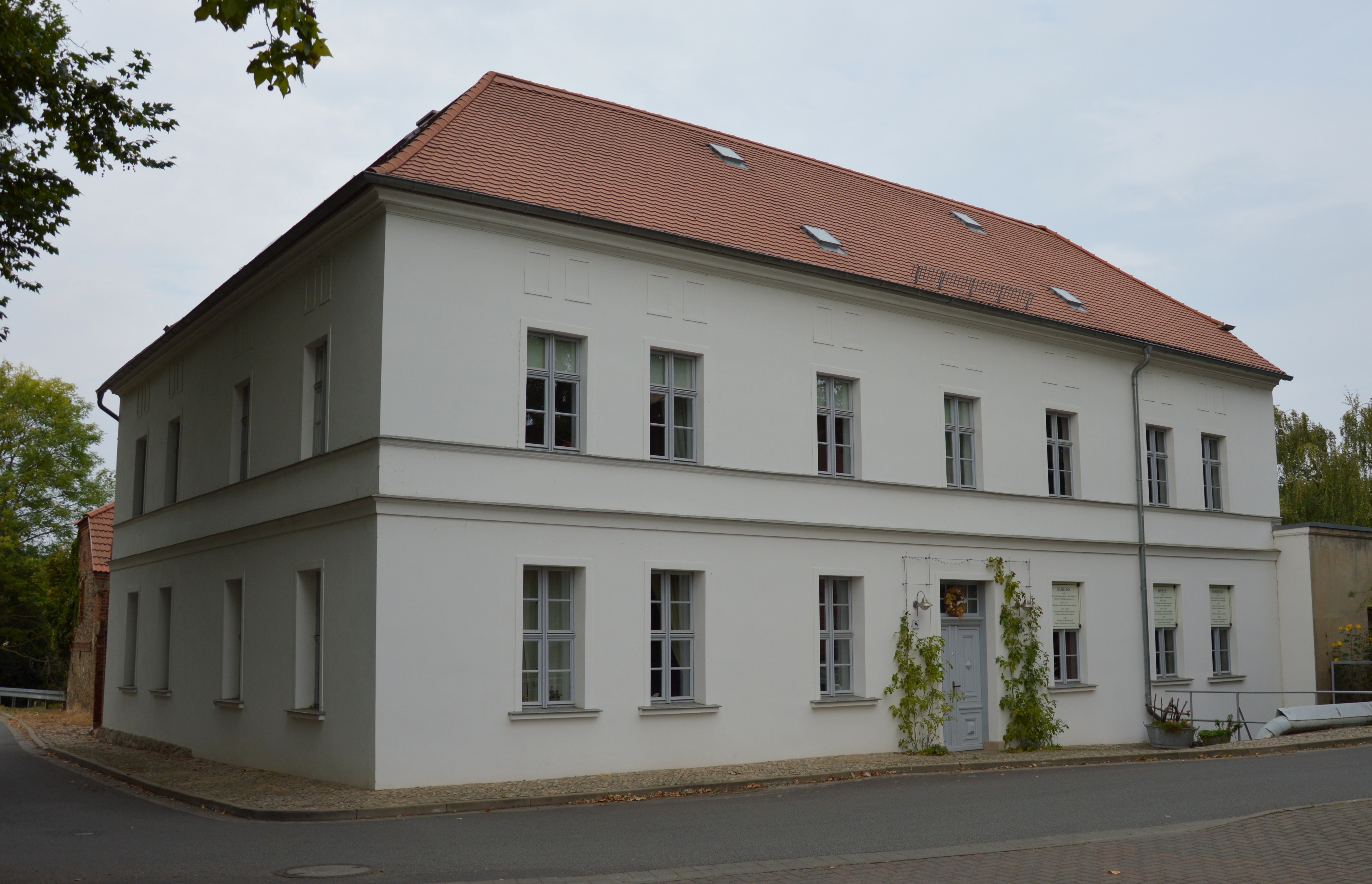
Schloßmühle Gommern

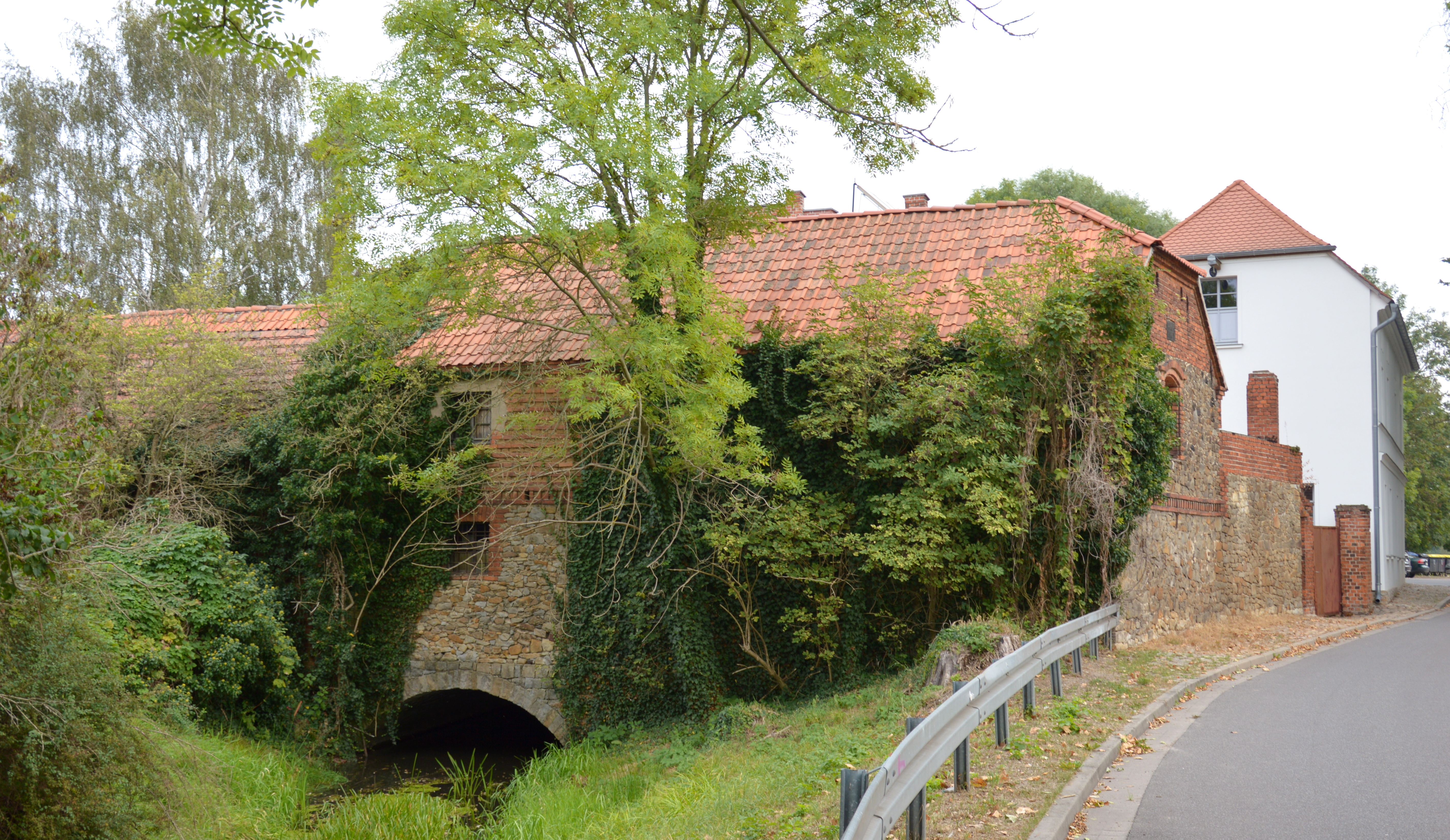
Blick von Westen

Die Schloßmühle Gommern ist eine denkmalgeschützte Wassermühle an der Ehle in Gommern in Sachsen-Anhalt.

## Lage
Sie befindet sich nördlich der Wasserburg Gommern an der Adresse Walther-Rathenau-Straße 7, 8 in einer Ecklage an der Einmündung der Hagenstraße auf die Walther-Rathenau-Straße.

## Architektur und Geschichte
Eine erste Erwähnung der Wassermühle ist aus dem Jahr 1541 überliefert. Die heutigen Gebäude stammen aus dem 19. Jahrhundert. Als Mühle war die Anlage bis 1961 in Betrieb, war dann jedoch dem Verfall preisgegeben. Anfang des 21. Jahrhunderts erfolgte eine Sanierung. Die Mühlentechnik ist in Teilen erhalten. So ist ein liegendes Hauptgetriebe, ein Schrotgang, zwei Walzenstühle, die Reinigung und ein Plansichter erhalten. Darüber hinaus bestehen auch Hilfseinrichtungen wie Elevatoren, ein Aufzug und Transmissionen.
Im örtlichen Denkmalverzeichnis ist die Mühle unter der Erfassungsnummer 094 71060 als Baudenkmal verzeichnet.